# Corn Island (Kentucky)
Pour les articles homonymes, voir Corn Island.

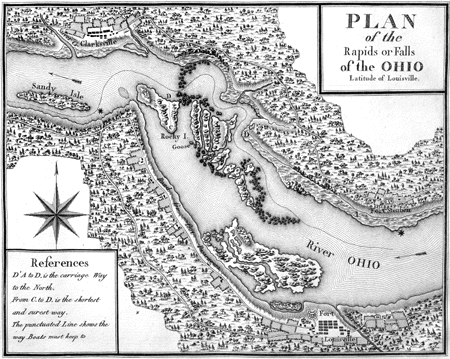
Ancienne carte montrant l'île au centre.

Corn Island est une ancienne île aujourd'hui disparue de 2,8 ha située sur la rivière Ohio, à proximité de la ville de Louisville (Kentucky) aux États-Unis. De nombreuses carrières y ont extrait des roches en vue d'en faire du ciment. À la suite de la construction d'un barrage à proximité dans les années 1920, l'île a été submergée et a complètement disparu aujourd'hui.
Corn Island est explorée en 1773 par Thomas Bullitt et nommée Dunmore's Island. Durant la guerre d'indépendance des États-Unis, l'île est colonisée le 27 mai 1778 par George Rogers Clark, sa milice et 60 colons qui restent sur place après son départ le 24 juin. La colonie devait servir de poste de communication pour supporter sa campagne militaire plus au nord.
L'île est renommée Corn Island (île maïs) par Clark en référence aux fermes des colons. Les années suivantes, les colons s'installent sur la rive sud de la rivière Ohio, à l'endroit où se trouve aujourd'hui le centre-ville de Louisville. Pour les habitants de la ville, l'histoire de leur cité remonte à 1778. L'île continue à servir pour l'agriculture et la chasse jusqu'à ce qu'elle soit submergée par les eaux.